# Penc
Penc ist eine ungarische Gemeinde im Kreis Vác im Komitat Pest. Zur Gemeinde gehört der Ortsteil Téglaháza.

## Geografische Lage
Penc liegt ungefähr zehn Kilometer nordöstlich der Kreisstadt Vác. Nachbargemeinden sind Rád, Keszeg und Csővár.

## Geschichte
Im Jahr 1907 gab es in der damaligen Kleingemeinde 192 Häuser und 1050 Einwohner auf einer Fläche von 2438 Katastraljochen. Sie gehörte zu dieser Zeit zum Bezirk Nógrád im Komitat Nógrád.

## Gemeindepartnerschaft
- Tešmák, Slowakei

## Sehenswürdigkeiten
- Evangelische Kirche, erbaut 1825–1830 (Spätbarock)
- Kozáky- bzw. Evva-Landhaus (Kozáky- vagy Evva-kúria), heute befindet sich darin die Grundschule
- Museum (Jakus Lajos Cserhátalja Falumúzeum)
- Observatorium (Kozmikus Geodéziai Obszervatórium), zwei Kilometer südöstlich des Ortes gelegen, gegründet 1976[3]
- Osztrolenszky-Weinkeller (Osztrolenszky-pince), erbaut im 15. oder 16. Jahrhundert
- Römisch-katholische Kirche Urunk színeváltozása, erbaut 1769 (Barock)
- Römisch-katholische Kapelle Szent Mária Magdolna fogadalmi, erbaut 1820, im Ortsteil Téglaháza
- Sándor-Petőfi-Gedenksäule (Petőfi-emlékoszlop), erschaffen 1973 von Kálmán Németh

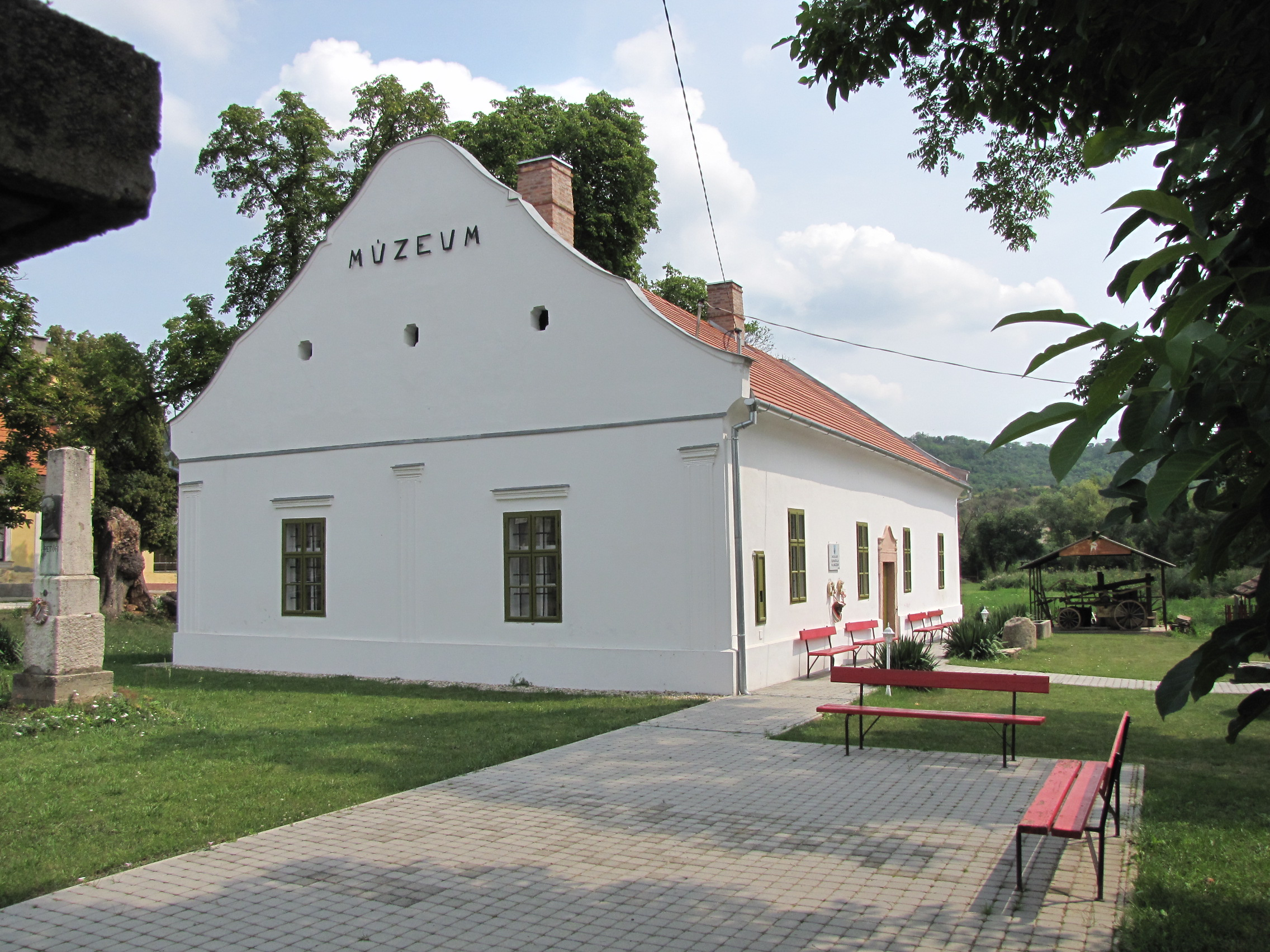
Museum
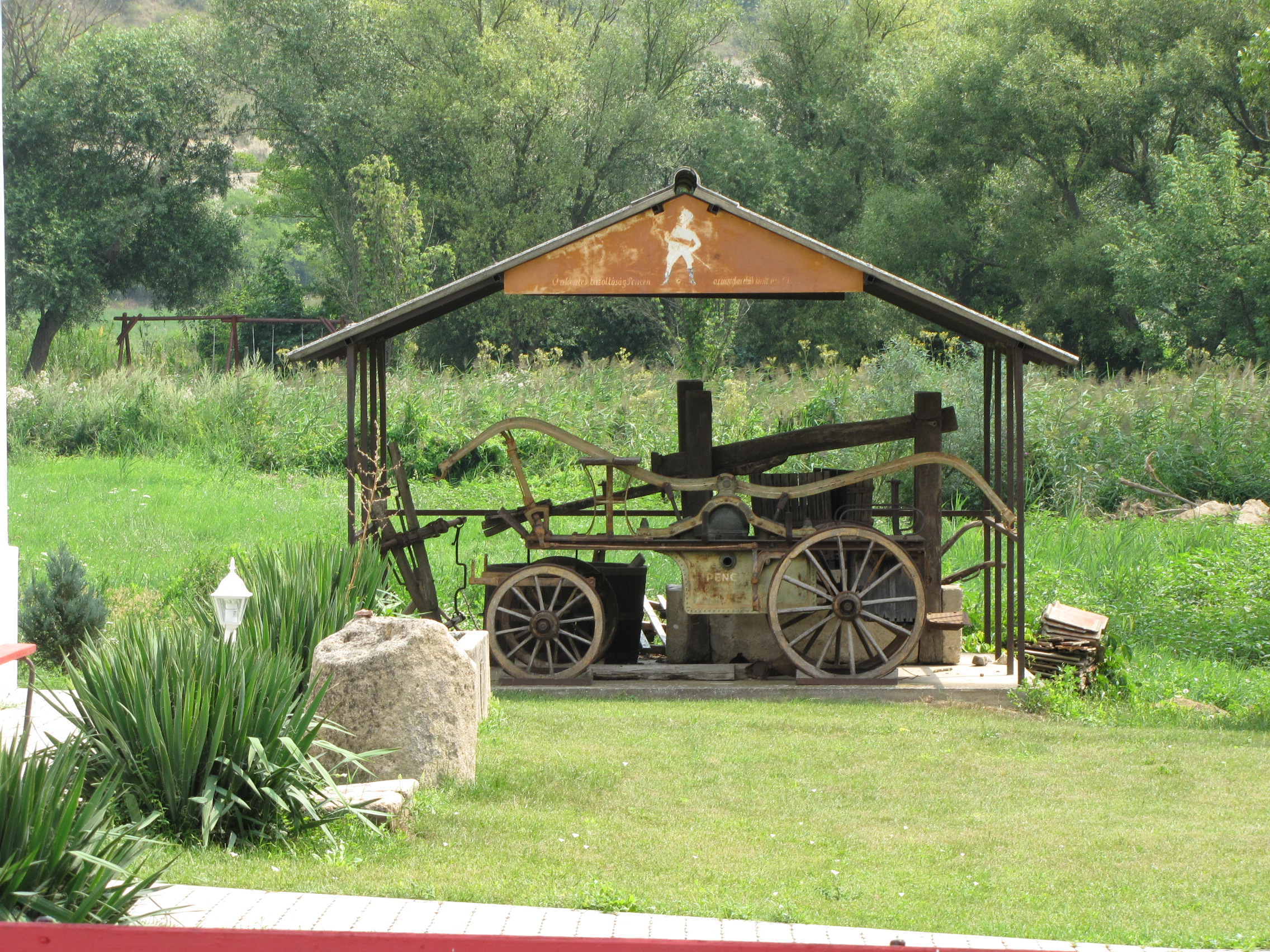
Feuerspritze beim Museum
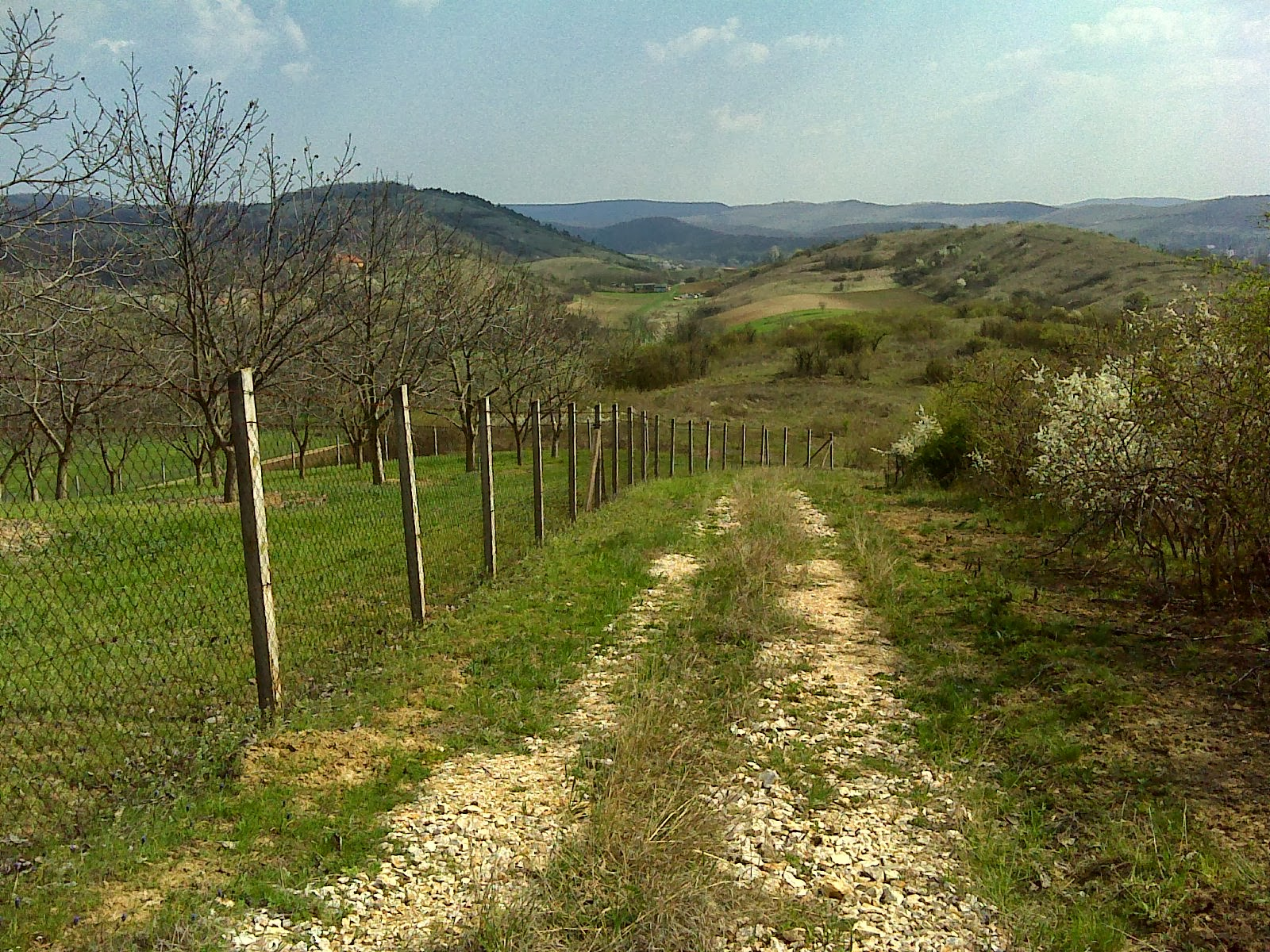
Landschaft bei Penc

## Söhne und Töchter der Gemeinde
- Rózsi Schönfeld (1898–1980), Ärztin
- Sándor Sándorfalvi (1914–2010), Maler

## Verkehr
In Penc treffen die Landstraßen Nr. 2106 und Nr. 2107 aufeinander. Es bestehen Busverbindungen über Rád nach Vác, über Csővár und Acsa nach Galgagyörk sowie über Keszeg, Nézsa und Legénd nach Nógrádsáp. Die nächstgelegenen Bahnhöfe befinden sich in Vác und Acsa-Erdökürt.